# Tzimtzum
Tzimtzum, häufig auch Zimzum (hebräisch צמצום ṣimṣum, deutsch ‚Kontraktion‘ oder ‚Einschränkung‘ ‚Rückzug‘ ‚Begrenzung‘ ‚Selbstbeschränkung‘ ‚Konzentration‘), ist nach der Kabbala in der Tradition Isaak Lurias (1534–1572) die Selbstkontraktion Gottes aus seiner eigenen Mitte. Dies besagt, bei der Schöpfung durch Gott entstehe ein mystischer Hohlraum, durch den die Existenz des Weltalls überhaupt erst möglich werde.
Der französische Philosoph André Comte-Sponville erklärt diese Konzeption so:

„Gott hat sich aus Liebe seiner Göttlichkeit entleert und sich zurückgezogen, damit in diesem Rückzug (Schöpfung), in dieser Distanz (Raum), in diesem Warten (Zeit), in dieser Gottleere (Universum) anderes als Er existieren kann. Schöpfung bedeutet für Gott also nicht, diesem, dem Unendlichen, das Er ist, Gutes hinzuzufügen (wie könnte Er es noch besser machen, da Er schon alles Gute ist, das möglich ist?), sondern die Einwilligung, nicht alles zu sein.“

## Historie
Der Sohar, eine kabbalistische Textsammlung, die erstmals Ende des 13. Jahrhunderts in Spanien veröffentlicht wurde, kannte das Konzept des Tzimtzum noch nicht.
Die Lehre entstand in der zweiten Hälfte des 16. Jahrhunderts in Safed (Nordisrael) und wurde von den Schülern Lurias, insbesondere von Chaim Vital (1542/43–1620 in Damaskus), in verschiedenen Varianten aufgeschrieben und verbreitet.

## Lehre
Im Kern besagt das Tzimtzum, dass gerade in der Einschränkung Gottes seine Macht als Schöpfer liege: Am ersten Schöpfungstag war alles von dem einfachen Licht des En Sof erfüllt. Dieses kontrahierte sich in der Mitte seines Lichts. Dadurch entstand ein absolut gleichförmiger leerer Raum, eine sphärische Kugel in der Mitte der Unendlichkeit. Es habe also ein Sich-Zurücknehmen Gottes gebraucht, weil es ohne ein solches Tzimtzum  keinerlei Raum für die Schöpfung gegeben hätte.
Das unendliche Licht kontrahiere sich, um einen leeren Raum zu schaffen, der von den Gefäßen (kelīm) der zehn Sephiroth umkreist werde, und die allmählich vom unendlichen Licht durchdrungen werden. Da die inneren sechs Gefäße – so diese Lehre – jedoch der Gewalt des unendlichen Lichtes nicht standhalten, zerbrechen sie (Schwirat ha-Kelim), bleiben aber als „Scherben“ (qlīpōt) und Ursache des Bösen in der Welt erhalten. In einem zweiten Vorgang erschaffe Gott darauf fünf „göttliche Persönlichkeiten“ (parṣūfīm) als Behältnis für die Sephirot in diesem leeren Raum.
Darüber hinaus wird der Tzimtzum teilweise auch als das kreative Nichts der göttlichen Einheit gedeutet. Das Nichts sei die Weisheit und die Weisheit sei der Tzimtzum. Gott habe die Welt aus dem Tzimtzum bzw. dem Nichts erschaffen. Dieses Nichts ist damit nicht der Gegensatz zum Sein; es ist vielmehr die im Tzimtzum präsente Gottheit. Dieses Nichts ist also Tag für Tag die Lebenskraft der Welt. Dem Tzimtzum auf der göttlichen Seite entspreche auf der Seite des Menschen das Loslassen von der materiellen Welt. Die Gottheit steige in das Nichts herab, und der Mensch steige in einem Akt der Einswerdung zu der göttlichen Weisheit (Ḥochmā) des Nichts hinauf im Sinne einer unio mystica. Ziel ist die kontemplative Nichtung des Materiellen und des menschlichen Selbstbewusstseins.
Der Judaist Christoph Schulte erläuterte, dass der Begriff Tzimtzum der lurianischen Kabbala zuzuordnen ist und dort die Selbstzusammenziehung Gottes vor der Erschaffung der Welt zum Zweck der Weltschöpfung meint. Der vor der Schöpfung allgegenwärtige und unendliche Gott habe sich im Tzimtzum in sich selbst zurückgezogen und habe sich begrenzt, um dann gewissermaßen in seiner Mitte einen Platz für die Erschaffung der Welt zu bereiten.
In einem Gegensatz zu Luria hat der jüdische Wanderprediger Dow Bär von Mesritsch (Devaraw zu Jakob, 1710–1772) einen eher pantheistisch gedachten Gott als Einschränkung, das heißt als Tzimtzum, in der Welt zugegen gesehen. Durch diese Einschränkung habe er die Welt erschaffen. Zugleich sei diese Selbsteinschränkung die Weisheit Gottes. Mit dem Tzimtzum habe sich das En Sof in der Mitte seines Lichts eingeschränkt, um einen leeren Hohlraum übrig zu lassen. Dies sei geschehen

„[…] um den Aspekt der Gefäße zu erzeugen. Denn durch einen Zimzum des Lichtes und seine Verringerung war die Möglichkeit für die Entstehung und Offenbarung des Gefäßes geschaffen. Denn wenn das Licht überhand nimmt, wird das Gefäß wegen seiner geringen Kraft, das starke und große Licht aufzunehmen, aufgelöst. Es bedarf also zuerst eines Zimzum und einer Verringerung des Lichtes, und dadurch wird die Existenz des Gefäßes offenbart.“

## Ähnlichkeiten zu anderen Lehren
In seinem Bemühen um eine religionsphilosophisch verantwortbare Rede von Gott „nach Auschwitz“ entwirft auch der Philosoph Hans Jonas (1903–1993) die Idee Gottes, der sich seiner Göttlichkeit entkleidet hat, eines hilflosen Gottes, der nur unter dem Verzicht auf seine Allmacht die Welt und den Menschen erschaffen konnte.

„Vielmehr, damit Welt sei, und für sich selbst sei, entsagte Gott seinem eigenen Sein; er entkleidete sich seiner Gottheit, um sie zurückzuempfangen von der Odyssee der Zeit, beladen mit der Zufallsernte unvorhersehbarer zeitlicher Erfahrung, verklärt oder vielleicht auch entstellt durch sie. (…) Die Schöpfung war der Akt der absoluten Souveränität, mit dem sie [die Gottheit] um des Daseins selbstbestimmter Endlichkeit willen einwilligte, nicht länger absolut zu sein – ein Akt also der göttlichen Selbstentäußerung.“

In der christlichen Theologie findet sich eine ähnliche Überlegung in der paulinischen Rede von der Selbstentäußerung des gottgleichen Christus, um den Menschen gleich zu werden (siehe: Kenosis).
Die französische Philosophin und Aktivistin Simone Weil (1909–1943) hat im Angesicht des Leides und der Unvollkommenheit der Welt die Antwort gegeben, dass die Welt aus einer Zurücknahme seiner selbst von Gott geschaffen sei. „Die originäre Erschaffung der Welt aus dem Nichts ist für Simone Weil kein Akt göttlicher Allmacht, sondern der ganzheitliche Verzicht Gottes auf jedes Gottsein. In dieser infiniten Distanz zwischen Schöpfer und Schöpfung ist der Mensch unerbittlich dem Notwendigen unterworfen.“

## Werktitel

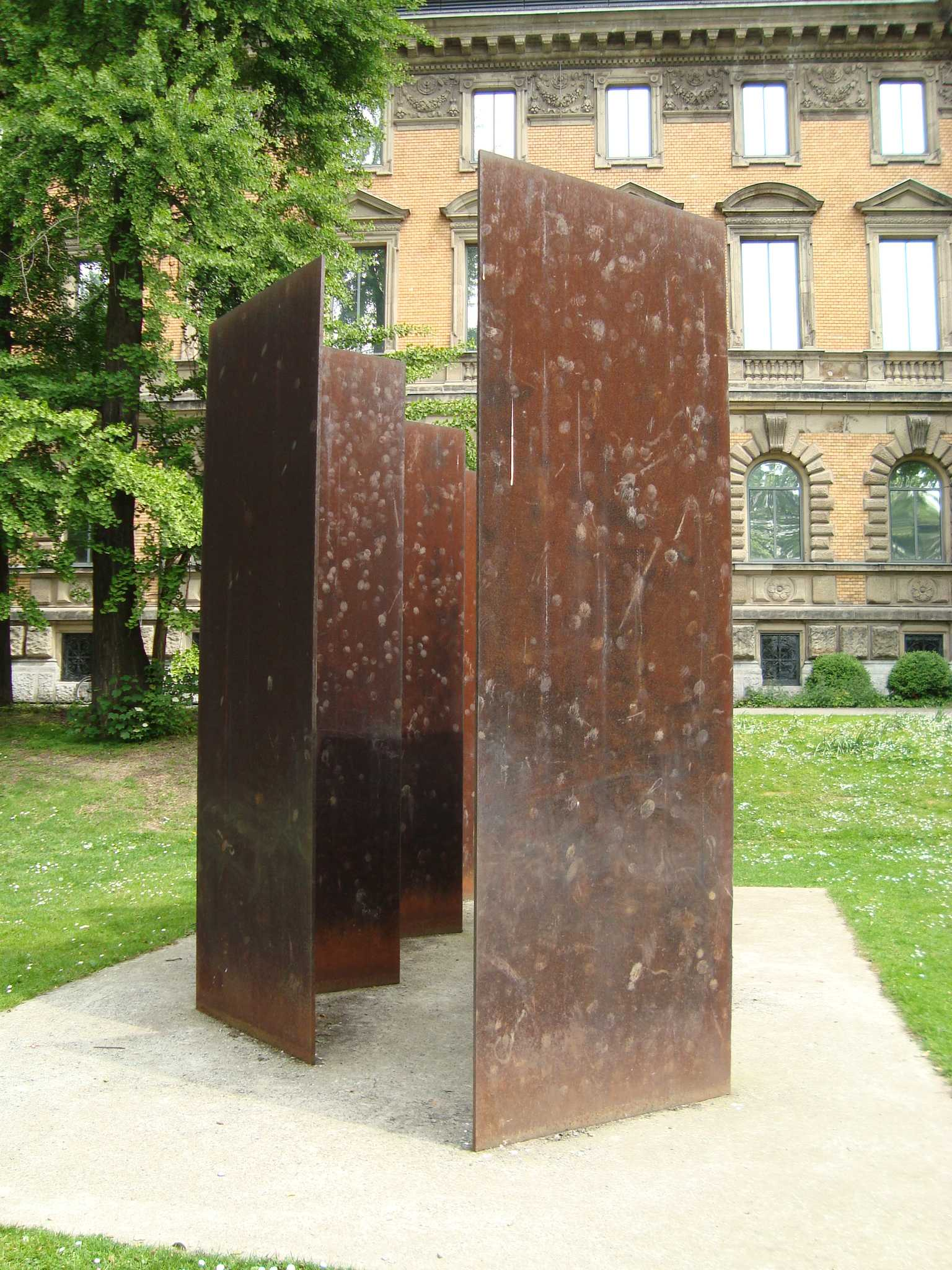
Barnett Newman:
Zim Zum II vor dem Ständehaus in Düsseldorf

In der zeitgenössischen Malerei betitelte Anselm Kiefer 1990 ein Gemälde mit Zim Zum.
Eine seiner seltenen Skulpturen hat der amerikanische Farbfeldmaler Barnett Newman ZIM ZUM II betitelt. Die gefalteten Wände aus Cortenstahl lassen einen begehbaren Freiraum entstehen.
Im Roman Schiffbruch mit Tiger von Yann Martel und dem gleichnamigen Film ist das Schiff „Tsimtsum“ benannt.